# Station Orlina Duża
Station Orlina Duża is een spoorwegstation in de Poolse plaats Orlina Duża.